# Aracruz
Aracruz es un municipio brasileño del estado del Espíritu Santo. Su población estimada en 2004 era de 70 898 habitantes.

## Historia
El municipio de Aracruz se inició como un asentamiento jesuita denominado Aldeia Nueva, al margen del río Piraqueaçu en 1556. Con el transcurrir del tiempo el municipio tuvo diversos nombres como Santa Cruz, Sauaçu y finalmente Aracruz. 
La denominación Sauaçu, que en tupí-guaraní significa gran macaco, fue dada al lugar (hoy ciudad de Aracruz) debido a que en la región hay bosques habitados por macacos de gran porte. O nome Aracruz em tupí guarani significa Pedra do altar da cruz, assim é possivel entender que de inicio tinha denominação de Santa Cruz e passou a ter o nome de Aracruz.
Durante el período colonial e imperial la región no tuvo un papel de mucha importancia ni políticamente ni económico. En 1832 el inmigrante italiano Pietro Tabacchi, llegó a la región de Santa Cruz, y fundó la Hacienda Nueva Trento en homenaje a su tierra natal. Posteriormente, él mismo sería el responsable por el arribo de 386 familias italianas provenientes del Puerto de Génova el 3 de enero de 1874, trayendo consigo sus maquinarias agrícolas.
Con la Resolución n.º 2, el 3 de abril de 1848, fue creado el Municipio de Santa Cruz (hoy Aracruz), con sede en la Villa de Santa Cruz. Pero solamente en 1891, la Villa de Santa Cruz fue elevada a la categoría de ciudad, en base al decreto estatal n.º 19. Se tornó muy próspero, con un Puerto Fluvial (en el río Piraqueaçu) muy activo, no obstante, el desarrollo del puerto fue perjudicado por la construcción de la línea ferroviaria de Estrada de Ferro Vitória x Minas, y por la carretera BR-101, en 1940.

## Economía
Su base productiva es esencialmente la actividad rural, en especial la ganadería, el café y la pesca. Actualmente, Aracruz es muy visitada por el turismo gracias a sus bellas playas. Con una economía emergente, debido a su punto estratégico, y su logística comercial. Posee una gran cantidad de industrias que abastecen su economía, y posee un puerto utilizado principalmente para el transporte del producto de celulosa. 
Recientemente la empresa Petrobras descubrió reservas de petróleo en el municipio, y eso contribuyó con las reservas de petróleo del estado del Espirito Santo ubicándolo en segundo lugar del país, atrás solamente de Río de Janeiro.